# لایحه

نمودار گرافیکی جریان چرخش لایحه و قانونگذاری مجلس پادشاهی متحد بریتانیا و کشورهای مشترک‌المنافع. (نام‌های اتاق‌های مجلس در بین کشورهای مشترک‌المنافع متفاوت است) در کشورهای جمهوری، موافقت سلطنتی در تصویر با موافق رئیس‌جمهور جایگزین می‌شود.

لایحه (به انگلیسی BILL) پیشنهادی است که از سوی دولت برای تصویب و تبدیل به قانون، پس از تصویب در هیئت وزیران از سوی هیئت دولت به مجلس ارائه می‌شود.

## نوع های لایحه
لایحه به دو صورت می باشد: لوایح عادی و لوایح فوری 

### لوایح عادی
این نوع لایحه ها دو شوری هستند، بدین معنا که دریک شور کلیات را به تصویب می رساند و در شور دیگر به جزئیات می پردازد و مورد تصویب قرار می دهد. البته قبل از بررسی در شور دوم لوایح به کمیسیون تخصصی ارجاع می شود. 
رئیس مجلس موظف است لوایح عادی را که به مجلس ارسال می شود در همان جلسه یا حداکثر دو جلسه بعد در مجلس اعلام و همزمان به کمیسیون های مربوطه ارجاع نماید و به دستور وی فورا تکثیر و در اختیار نمایندگان قرار گیرد. 

### لوایح فوری
این نوع لایحه ها یک شور مورد بحث و بررسی قرار میگیرند و همراه با قید فوریت ارسال می شوند. که بر سه نوع هستند: 

#### لوایح یک فوریتی
این لایحه ها پس از تصویب فوریت آن به کمیسیون مربوطه ارجاع می شود تا خارج از نوبت بررسی شود. 

#### لوایح دو فوریتی
این لایحه ها پس از تصویب دو فوریت آن بلافاصله بین نمایندگان توزیع می شود و در جلسه بعدی این موضوع در دستور کر قرار می گیرد. این گونه لوایح به کمیسیون ها ارجاع نمی شود. 

#### لوایح سه فوریتی
این لایحه ها پس از تصویب سه فوریت آن، در همان جلسه به بررسی آن لایحه می پردازند و نیازمند ارجاع به کمیسیون هم نیست. 